# Aschendorf
Aschendorf (Eemlands: Askendörp) is een plaats in de Duitse gemeente Papenburg, deelstaat Nedersaksen, en telt, volgens de website van de gemeente, 8.444 inwoners (31 december 2020). Voor 1932 was het de hoofdplaats van de kreis Aschendorf en tussen 1932 en 1977 was het de hoofdplaats van de voormalige Landkreis Aschendorf-Hümmling.

## Infrastructuur
Aschendorf ligt ruim 5 km ten zuidwesten van Papenburg-stad aan de Bundesstraße 70 (B 70).
De plaats ligt dicht bij de Autobahn A31 Emden- Ruhrgebied. Afrit 16 (Rhede (Ems)), nabij de Nederlandse grens bij Bellingwolde, komt uit op de provinciale weg van de Nederlandse grens via Rhede (Ems) naar Aschendorf. Van hier is het over de B 70 nog 5 km noordoostwaarts rijden naar Papenburg zelf.
De plaats heeft een spoorwegstation waar stoptreinreizigers kunnen in- en uitstappen, te weten station Aschendorf, aan de spoorlijn Münster - Emden. Busvervoer is er zeer beperkt, en van weinig betekenis.

## Geschiedenis
Aschendorf bestaat zeker reeds sedert de 9e eeuw. In die tijd werd op de locatie van de huidige St.-Amanduskerk een houten kerkje gebouwd. In 1252 ging het van het Graafschap Ravensberg over in handen van het Prinsbisdom Münster. Dit beschikte er tot plm. 1648, het einde van de Dertigjarige Oorlog, over een, meestal door een vazal van de prins-bisschop bezet, kasteel. Een latere lokale heer liet rond 1730 het Gut Altenkamp bouwen.
Aschendorf is tot en met de 18e eeuw een lokaal centrum van rechtspraak geweest.
Van 1935 tot en met 1945 lag kamp Aschendorfermoor, één van de beruchte Emslandlager, bij het dorp.
Van 1952 tot aan de inlijving bij de gemeente Papenburg was Aschendorf, krachtens een besluit van de regering van Nedersaksen, officieel een stad.
Vanaf circa 1970 tot 2008 had de firma ADO Goldkante te Aschendorf een groot bedrijf (550 arbeidsplaatsen), met eigen fabriek, in gordijnstoffen. Van deze onderneming is vrijwel niets overgebleven.

## Bijzondere gebouwen
Het oudste kerkgebouw van de gehele gemeente Papenburg is de rooms-katholieke Sint-Amanduskerk te Aschendorf. De kerk dateert gedeeltelijk van rond 1250. In 1969 vond een ingrijpende renovatie plaats.

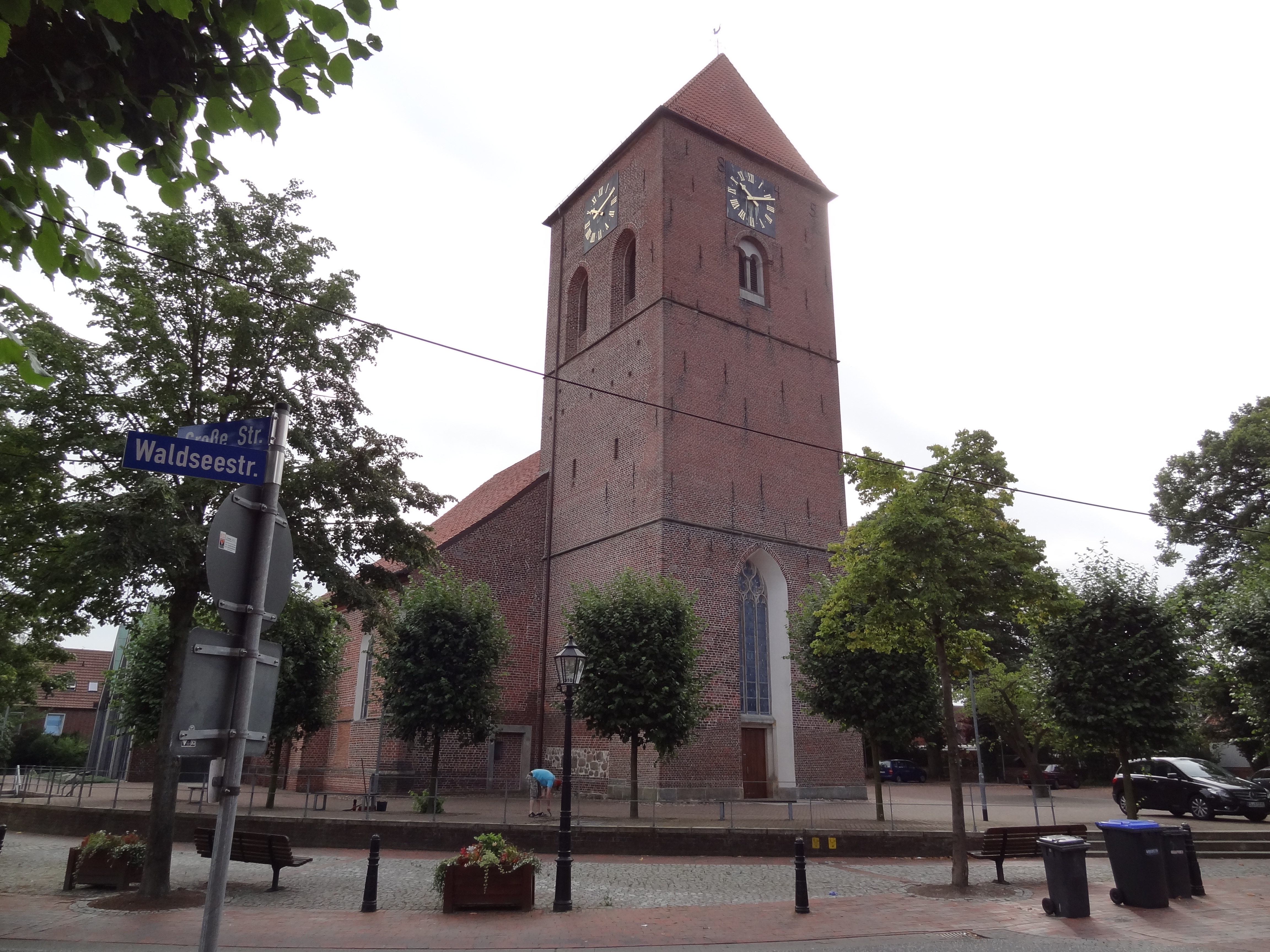
Sint-Amanduskerk in Aschendorf
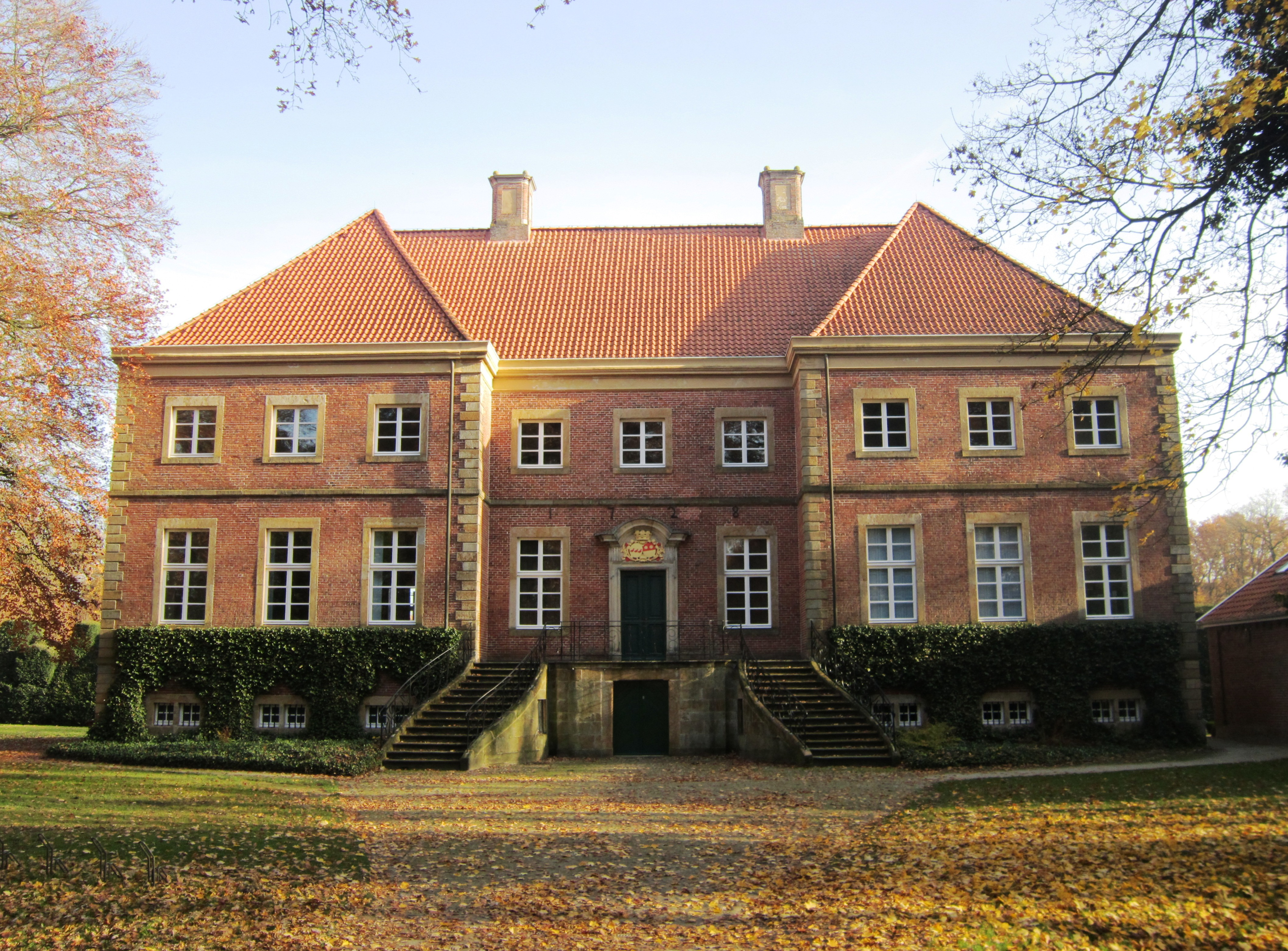
Huize Gut Altenkamp, Aschendorf

Aan de oostrand van Aschendorf ligt het landgoed Gut Altenkamp, gebouwd in de 18e eeuw. Het landgoed ligt vlak bij het station.
- Library of Congress Control Number: nr91037637
- Nationale Bibliotheek van Israël: 987007538271705171
- Virtual International Authority File: 159927639